# اردشیر رستمی
اردشیر رستمی (زادهٔ ۲۶ مرداد ۱۳۴۹) کاریکاتوریست، تصویرساز، مجسمه‌ساز، معمار، طراح لباس، شاعر و بازیگر ایرانی است. رستمی به عنوان بازیگر با بازی در سریال شهریار به شهرت رسید.
قبل از این‌که بازیگری را تجربه کند، کاریکاتورهایش در نشریات مختلف چاپ می‌شد و در این زمینه هم تبحر خود را نشان داده بود. آثار کاریکاتور، تصویرگری و نقاشی او در کتاب‌های دیگ دودزده، تیله‌ها، شب هزار و دوم، شهروند خط صفر، اناری‌ها، آفتاب مهتاب: قصه‌های پریان از سرزمین کره، گؤی اوزو داش ساخلاماز، به شیوهٔ همهٔ مادران‌ام، یاغیشلی نغمه، تلنگر، اردشیرنامه: طرح‌ها و نوشته‌ها و کشکول تحت ویندوز چاپ شده است.
در پیشهٔ بازیگری، به عنوان دورانِ جوانی شهریار در مجموعه تلویزیونی شهریار به کارگردانی کمال تبریزی، در نارنجی‌پوش به کارگردانی داریوش مهرجویی، لانتوری به کارگردانی رضا درمیشیان نیز نقش داشته‌است.

## دیدگاه‌ها
رستمی از جمله ۱۴۰ هنرمند ایرانی بود که با امضاء طوماری در مورخ ۲۲ خرداد ۱۳۹۲، همراه با سایر اصلاح‌طلبان و اعتدالگرایان، ضمن قدردانی انصراف عارف به نفع روحانی، از نامزدی حسن روحانی در انتخابات ریاست جمهوری ۱۳۹۲ حمایت علنی کرد.

## فیلم‌شناسی
- نقش شهریار در مجموعه تلویزیونی شهریار به کارگردانی کمال تبریزی[۵]
- نارنجی‌پوش به کارگردانی داریوش مهرجویی
- لانتوری به کارگردانی رضا درمیشیان
- مجموعه تلویزیونی صبح آخرین روز به کارگردانی حسین تبریزی
- نقش خشایار در سریال نمایش خانگی قبله عالم
- نقش تیام در سریال نمایش خانگی دفتر یادداشت به کارگردانی کیارش اسدی‌زاده